# Jardênia Félix
Jardênia Félix Barbosa da Silva (Natal, 9 de setembro de 2003) é uma atleta paralímpica brasileira. Ela já representou o Brasil em diversos eventos nacionais e internacionais, bem como os Jogos Paralímpicos, o Campeonato Mundial de Atletismo, Grand Prix de Marraquexe, entre outros.
Félix disputa as provas de salto em distância e os 400 metros rasos.

## Biografia e carreira
Jardênia Félix é natural de Natal, Rio Grande do Norte. Ela pratica esportes desde criança e já era atleta de atletismo quando seu treinador percebeu que ela demonstrava dificuldade para manter a atenção e de aprendizagem. Ela foi submetida a testes neurológicos em 2017, e foi diagnosticada como deficiência intelectual. Mudou-se para São Paulo no começo de 2020 para treinar no Centro Paralímpico de Excelência, na zona sul da capital, porém voltou para seu estado de origem com o início da pandemia de COVID-19.
Em outubro de 2019, no INAS Global Games em Brisbane, na Austrália, Félix conquistou a medalha de bronze nos 100 e nos 200 metros rasos. Após essas conquistas, ela passou a ocupar 3.ª posição no ranking mundial da sua categoria.
Nos Jogos Paralímpicos de Verão de 2020, em Tóquio, Félix conquistou a medalha de bronze nos 400 mestros rasos classe T20 com o tempo de 57,43 segundos. Já no salto em distância, ela cravou a melhor marca de sua carreira com 5,29 metros, e bateu o recorde das Américas.
Em junho de 2022, durante a 2.ª Fase do Circuito Nacional de atletismo, no Centro de Treinamento Paralímpico, em São Paulo, a atleta saltou 5,71 metros e estabeleceu a melhor marca das Américas no salto em distância da classe T20 superando seu próprio recorde de 5,69 metros. Em setembro do mesmo ano, no Grand Prix de atletismo paralímpico, em Marrakech, Marrocos, Félix conquistou a medalha de ouro no salto em distância. Já nos 400 metros rasos, ela ficou com prata em uma prova agrupada das classes T13/20/37.
Em julho de 2023, no Campeonato Mundial de Atletismo em Paris, França, ela ganhou o bronze no salto em distância e, junto à Zileide Cassiano que ficou com a prata, conseguiu uma dobradinha no pódio. Um feito inédito para o país.

## Principais conquistas
- INAS Global Games de 2019: 100 metros rasos – bronze[5]
- INAS Global Games de 2019: 200 metros rasos – bronze[5]
- Jogos Paralímpicos de Verão de 2020: 400 metros rasos classe T20 – bronze[13]
- Grand Prix de Marraquexe de 2022: salto em distância – ouro[10]
- Campeonato Mundial de Atletismo de 2023: salto em distância classe T20 – bronze[12]